# فران بنت
فران بنت (انگلیسی: Fran Bennett؛ ۱۴ اوت ۱۹۳۷ - ۱۲ سپتامبر ۲۰۲۱) بازیگر اهل ایالات متحده آمریکا بود.

## فیلم‌شناسی
- فوکس‌فایر
- ریشه‌ها: هدیه
- ریشه‌ها: نسل‌های بعدی
- گربه روی شیروانی داغ
- جسور و زیبا
- پیشتازان فضا: نسل بعدی
- آرلیس
- بخش فوریت‌های پزشکی
- نسخه اولیه
- بکر
- روزهای زندگی ما بوستون لیگال
- اجتماع
- رسوایی
- پرورشگاهی‌ها
- سانست بیچ